# Église Saint-Martin de Saint-Martin-de-Vers
L'église Saint-Martin est une église catholique située au centre de Saint-Martin-de-Vers, village de la commune des Pechs du Vers, dans le département du Lot, en France.

## Historique
Pendant le Moyen Âge, le prieuré Saint-Martin a été une dépendance de l'abbaye Saint-Pierre de Marcilhac-sur-Célé. Il faisait partie de l'archiprêtré de Cahors et de la congrégation foraine de Saint-Sauveur-la-Vallée. La tradition indique qu'il a été ruiné pendant la guerre de Cent Ans. On trouve quelques éléments datant de la première église romane en rez-de-chaussée de la tour rectangulaire de l'église, à commencer par les bases de colonnes ou la voûte en berceau brisé.
Ruinée pendant la guerre de Cent Ans, l'église a été reconstruite à la fin du XVe siècle en donnant à la nef l'aspect d'un donjon médiéval, la rapprochant de l'aspect de l'église Saint-Martial de Rudelle. Le portail d'entrée daterait de cette époque. La nef de l'église se trouve dans le premier niveau de la tour-clocher. Elle a ensuite été complétée de nombreux ajouts.
Le chœur roman disparu a été remplacé par un transept et un chœur couverts de voûtes sur croisées d'ogives. 
L'église a été remaniée au début du XVIIe siècle. La date de 1608 qui est inscrite sur une fenêtre du chœur. C'est peut-être au cours de ces travaux que la nef a été flanquée d'une chapelle avec voûte ornée de liernes et de tiercerons et que la façade ouest a été percée d'un portail en arc brisé.  En 1847, une visite de l'évêque Jean-Jacques-David Bardou indique que l'église est en bon état mais curieusement, en 1877, on édifie une chapelle accolée au clocher sur sa face sud pour « servir de contrefort à l'ancien clocher de l'église ».
L'édifice a été inscrit à l'inventaire supplémentaire des Monuments historiques par arrêté du 23 avril 1979.

## Description
L'église, orientée, est implantée au cœur du petit village de Saint-Martin, dans la vallée encaissée du Vers, non loin du ruisseau. L'église de Saint-Martin-de-Vers est renommée comme un édifice du XVe, époque à laquelle elle aurait été reconstruite. Il subsiste, cependant, peu de témoignages de cette époque en dehors du portail d'entrée et peut-être de la partie supérieure de la tour.
L'église de Saint-Martin-de-Vers est en fait un édifice composite relevant de plusieurs campagnes de travaux. Il en résulte un plan et une maçonnerie fort hétérogènes, dont la partie la plus ancienne semble correspondre aux murs gouttereaux de la nef actuelle (vestiges de maçonnerie médiévale et contrefort plat roman au sud, portail roman au nord ?), qui, voûtée d'un berceau brisé, supporte l'imposant clocher tour qui domine la vallée et signale le village. Par ailleurs, à l'est, les angles de la tour forment un biseau, qui correspond éventuellement au prolongement d'une forme arrondie correspondant peut-être à l'abside d'une église primitive.
Lors de travaux d'entretien de l'église, des fresques du XVIe siècle ont été découvertes. Les autorités ont préféré laisser en place les peintures du XIXe. Seules quelques petites fenêtres laissent entr'apercevoir les fresques originelles. L'église fortifiée du XVe siècle renferme des fresques de maître découvertes en 2001 lors des travaux de consolidation de la voûte.

## Décoration
Le chœur a reçu un nouveau décor peint à la fin du XVIIIe siècle qui a masqué le décor des environs de 1500.